# Collaborative planning, forecasting, and replenishment
Le CPFR (Collaborative planning, forecasting, and replenishment) ou Gestion collaborative de la planification, de la prévision et des réapprovisionnements est un concept de pilotage collaboratif qui propose d'élaborer consensuellement et avec l'ensemble des parties prenantes des différentes entreprises ou organisations concernées, les prévisions des ventes, les plannings de production et les plans de distribution pour assurer un rendement optimal (moindre coût, meilleur taux de service).

## Principe
Le CPFR suggère une procédure formelle de collaboration entre acteurs d'une chaine globale de production-distribution et qui permet à des partenaires d'avoir une visibilité partagée de la demande, des prévisions de commandes et informations promotionnelles pour prévoir et satisfaire une demande future. Cette visibilité permet évidemment une meilleure anticipation et donc des couts de réalisation optimisés.

## Histoire
Le concept du CPFR remonte à 1995 avec l'initiative de Wal-Mart, et du cabinet Benchmarking Partners de Cambridge, Massachusetts. Il s'agissait alors d'une initiative open source, initialement appelée CFAR (prononcer See-Far), qui proposait une application informatique et un processus de prévision et réapprovisionnement collaboratif entre le distributeur Wall Mart et ses principaux fournisseurs.
S'appuyant sur les échanges internet, cette application permettait un échange instantané des prévisions. Benchmarking Partners a ainsi développé CFAR avec un financement de Wal-Mart, IBM, SAP et Manugistics.
Pour promouvoir CFAR comme une véritable norme, Benchmarking Partners a par la suite publié ces spécifications sur le Web et a informé plus de 250 entreprises, dont Sears, JC Penney et Gillette.
Warner Lambert (acquis aujourd'hui par Pfizer) aura été le premier pilote de l'application CFAR. Les résultats de ce pilote ont été officiellement annoncés à l'université Harvard, le 30 juillet 1996, devant un parterre de cadres des fournisseurs de Wal-Mart ainsi que d'autres distributeurs et des membres du Uniform Code Council.
Benchmarking Partners a ensuite présenté le CFAR au Conseil d'administration du Comité des normes de commerce inter industries (Board of Directors of the Voluntary Interindustry Commerce Standards Committee - VICS). VICS a mis sur pied un comité de l'industrie chargé de proposer le CFAR en tant que norme internationale. Le comité original était coprésidé par le vice-président du marketing client de Nabisco et le vice-président de la chaîne d'approvisionnement de Wal-Mart.
La première publication des directives du CPFR de VICS remonte à 1998. Aujourd'hui, des comités spécifiques sont chargés d'élaborer des directives et des feuilles de route pour divers scénarios collaboratifs, incluant les fournisseurs en amont, les fournisseurs de produits finis et les détaillants.